# Hornstedtia scyphifera
Hornstedtia scyphifera är en enhjärtbladig växtart som först beskrevs av J.König, och fick sitt nu gällande namn av Ernst Gottlieb von Steudel. Hornstedtia scyphifera ingår i släktet Hornstedtia och familjen Zingiberaceae.

## Underarter
Arten delas in i följande underarter:
- H. s. grandis
- H. s. fusiformis
- H. s. scyphifera